# المكبر (ويندوز)
المكبرة هو برنامج في بيئة مايكروسوفت ويندوز عبارة عن أداة تكبير تمكن الأشخاص ذوي الرؤية الضعيفة من استخدام برنامج تشغيل ويندوز والبرامج الأخرى بسهولة. يشغل هذا البرنامج شريطاً علوياً في أعلى الشاشة يظهر المناطق التي تمر فأرة الحاسب عليها بشكل كبير وواضح، حيث يكون من الممكن اختيار نسبة التكبير المطلوبة من إعدادات البرنامج.